# Operacja Jurasza
Operacja Jurasza – sposób operacyjnego leczenia pozapalnych torbieli rzekomych trzustki. Metoda polega na połączeniu torbieli drenem z żołądkiem. Opracował ją polski chirurg Antoni Tomasz Aleksander Jurasz.